# سپاسته
سپاسته (به لاتین: Sepaste) یک منطقهٔ مسکونی در استونی است که در دهستان اماسته واقع شده‌است.